# Фитч, Билл
Уильям Чарльз (Билл) Фитч (англ. William Charles 'Bill' Fitch; 19 мая 1934, Давенпорт, Айова — 2 февраля 2022, округ Монтгомери, Техас) — американский баскетбольный тренер. Чемпион НБА с «Бостон Селтикс» (1980/81), двукратный тренер года НБА, лауреат Приза Чака Дэйли за выдающуюся тренерскую карьеру. Имя Фитча включено в список 10 лучших тренеров в истории НБА. Член Зала славы баскетбола с 2019 года.

## Биография

### Юность и тренерская карьера в вузах
Билл Фитч родился в Давенпорте (Айова) и вырос в Сидар-Рапидс в том же штате. Он окончил среднюю школу им. Уилсона в Сидар-Рапидс, где играл за школьную сборную на позиции защитника и был включён в символическую школьную сборную штата. По окончании школы его приглашали в Канзасский университет, но в это время началась Корейская война, и Фитч, несмотря на то, что ещё не достиг призывного возраста, записался добровольцем в морскую пехоту. Только после вмешательства его отца стало ясно, что призыву Билл пока не подлежит, и он поступил в колледж Ко в своём родном Сидар-Рапидс.
В колледже Ко Фитч проучился четыре года. Тогдашний тренер баскетбольной сборной вуза, Терон Томсен, позже вспоминал, что Билл был плеймейкером сбороной и вёл себя уже в это время, как «тренер на площадке», отлично понимая игру и постоянно изыскивая возможности для улучшения действий команды. В свой выпускной год Фитч, набирая в среднем за матч 15,4 очка, привёл команду ко второму месту в региональном турнире и был избран в символическую сборную конференции. Одновременно он играл за сборную колледжа и в бейсбол на позиции кэтчера. По окончании учёбы в 1954 году он был выбран на драфте командой Главной лиги, но, не питая такого же глубокого интереса к бейсболу, как к баскетболу, на этот раз всё-таки ушёл служить в армию.
После двух лет службы Фитч начал карьеру баскетбольного тренера в университете Крейтон, где был помощником своего бывшего тренера Терона Томсена. С командой младших курсов университета Крейтона он за три года одержал 29 побед при всего одном поражении. В 1958 году Фитч получил в своём родном колледже Ко должность преподавателя физкультуры и в следующие четыре года тренировал баскетбольные команды колледжа, одержав с ними за это время 44 победы при 40 поражениях. После этого он тренировал команды университета Северной Дакоты (где среди его учеников был будущий знаменитый тренер Фил Джексон), университета Боулинг-Грина (с которым выиграл чемпионат Средне-Американской конференции в 1968 году) и Миннесотского университета.

### Тренерская карьера в НБА
В 1970 году Фитч принял предложение занять пост главного тренера в присоединявшейся к НБА команде «Кливленд Кавальерс». Первый год клуба оказался чрезвычайно неудачным — только 15 побед при 67 поражениях, но Фитч остался главным тренером и постепенно вывел команду в число участников плей-офф. В сезонах 1975/76, 1976/77 и 1977/78 он трижды подряд выходил с «Кавальерс» в плей-офф конференции, в том числе в 1975/76 — с первого места. По итогам этого сезона он был удостоен звания тренера года НБА.
После сезона 1978/79 Фитч расстался с «Кливлендом» и перешёл на пост главного тренера «Бостон Селтикс», закончивших год с 27 победами в 82 матчах. В первый же свой сезон с «Селтикс» Фитч одержал 61 победу, вторично завоевав звание тренера года НБА. Во главе состава, включавшего Ларри Бёрда, Кевина Макхейла и Роберта Пэриша, он трижды подряд финишировал в регулярном сезоне с более чем 60-ю победами и в сезоне 1980/81 завоевал титул чемпиона НБА. В 1982 году Фитч, команда которого лидировала на тот момент в Восточной конференции, возглавил сборную Востока в матче всех звёзд НБА.
После сезона 1982/83 Фитч сменил тренерскую скамейку в Бостоне на аналогичную должность в «Хьюстон Рокетс». Его новая команда была постоянным аутсайдером лиги, в последний год перед его приходом одержав всего 14 побед. Фитч оставался с «Рокетс» пять сезонов, четырежды дойдя с ними до плей-офф, а в сезоне 1985/86 завоевав право на участие в финальной серии НБА. Там «Хьюстон» проиграл предыдущему клубу Фитча — «Бостон Селтикс», где всё ещё выступал Ларри Бёрд. После «Хьюстона» Фитч возглавил «Нью-Джерси Нетс». Свой первый сезон с новым клубом он окончил всего с 17-ю победами, но через два года уже вывел «Нетс» в плей-офф Восточной конференции с балансом встреч 40—42. Последним местом работы Фитча в 1994—1998 годах была команда «Лос-Анджелес Клипперс», которую он сумел один раз за четыре года вывести в плей-офф.
К моменту ухода на пенсию Фитч возглавлял список тренеров НБА по числу проведенных игр (2050) и занимал в нём второе место по числу побед (944). В то же время, поскольку ему приходилось работать либо с новичками НБА, либо с командами в период кризиса (из которого он более или менее успешно их выводил), Фитч также до настоящего времени занимает одно из первых мест среди тренеров НБА по количеству поражений, имея отрицательный баланс встреч. Фитч был одним из первых тренеров НБА, использовавших видеозаписи для анализа игры соперников и поиска баскетбольных талантов, за что получил прозвище «Капитан Видео». Его называют сторонником строгой дисциплины, уделявшим внимание любым мельчайшим деталям. Среди его учеников, ставших впоследствии ведущими тренерами, помимо Фила Джексона, были чемпионы НБА Руди Томьянович и Рик Карлайл.
После окончания тренерской карьеры Фитч проживал в Монтгомери (Техас). Его жена Джоан Нельсон-Фитч умерла в 2011 году от рака яичника. Одна из дочерей Билла, Лайза, пошла по стопам отца и была баскетбольным тренером в ряде американских университетов.
Скончался 2 февраля 2022 года в своём доме у озера Конро (Техас).

## Признание заслуг
В сезоне 1996/97 к 50-летнему юбилею НБА были избраны 10 величайших тренеров в истории НБА. Одним из них стал Билл Фитч, оказавшийся единственным в десятке с отрицательным балансом побед и поражений в НБА. В 2013 году он был удостоен Приза Чака Дэйли, ежегодно вручаемого Национальной ассоциацией баскетбольных тренеров за достижения на протяжении карьеры.
Хотя Фитч был номинантом в Зал славы баскетбола, в 2015 году войдя в шорт-лист кандидатов, его кандидатура не получила достаточной поддержки. В качестве возможной причины этого называют большое число поражений и низкий баланс выигранных и проигранных матчей. Однако спустя всего четыре года, в 2019 году, его имя всё же было включено в Зал славы баскетбола, причём он стал единственным лауреатом из числа тренеров.